# Укус несташних
„Play & under GROUND magazine” Укус несташних (како је дуго стајало на маркици на насловниј страни) је почео да излази у Београду 1994. године, као издање издавачке куће Том Том Мјузик (Tom Tom Music), чији је власник био чувени рок-менаџер Томислав Наумовски. Од самог почетка се држећи гесла: „Што је добро, о томе ћемо писати, а што није, нећемо ни помињати”, часопис је, и поред врло нередовног излажења, дуго времена био једини (или бар једини важан) часопис за рок музику, филм и стрип у Србији.
У осам година постојања, изашло је само 12 бројева (последњи у јуну 2002), али су кроз њих приказани скоро сви значајни ствараоци домаће рок сцене деведесетих, а као сарадници листа потписали су се скоро сви значајни рок и филмски новинари. Часопис је од самог почетка тежио новим решењима у графичком обликовању, фотографији и новинарству. Први главни уредник часописа је био Александар Жикић, да би га од трећег броја заменила Миља Јовановић, позната и по томе што је била једна од вођа Отпора.

## Сарадници
У стварању часописа учествовали су и (преузето са некадашње веб стране издавача, данас непостојеће):
Уредници филма Саша Радојевић и Мирко Стојковић, људи који су писали, фотографисали и цртали: Александар Зограф, Ђорђе Миловић, Петар Јањатовић, Константин и Александар Ползовић, Горан Гоцић, Маша Матијашевић, Давид Вартабедијан, Мирослав Марић, Небојша Бабић, Александар Рељић, Александар Стајић, Дубравка Вуковић, Ђорђе Томић, Иван Ивачковић, Милош Томин, Горан Скробоња, Владислава Војиновић, Стеван Гојков, Рајко Радовановић, Биљана Брадић, Дарко Булатовић, Слободан Влакетић, Мирослав Бекић, Дубравка Лакић, Војин Видановић, Александар Вукадиновић, Војислав Пантић, Звонко Карановић, Срђан Мировић, Браца Надеждић, Иван Петров, Слободан Вујановић, Радислав Радоја, Динко Туцаковић, Фу Манчу, Ана Давидовић, Милан Мрђен, Александар Јевремов, Јелена Драганић, Станислав Милојковић, Александар Радивојевић, Нена Павловић, Мерсер, Марко Шопић, Александар Недељковић, Пеђа Томић и многи други...
Техничко - припремни - штампарски тим: Саша Трећак и Ранко Томић (дизајн - првих 10 бројева заједно, последња два само Р. Т.), Милан Ристић (као гуру сваког договора) и Блажо Бојић (добри дух из боце), Каћа Станковић (архитекта или оперска певачица?, обожавана секретарица), Буркуш Александар (прво директорско место у УН)...
Уз дванаест редовних бројева, издата су и три „специјала”: један о групи Нирвана, други посвећен филму и трећи посвећен рок музици.
Часопис је добио име по песми групе „Дисциплина кичме” која се налази на албуму „Зелени Зуб на планети досаде”.